# Edificio Giacoletti
El Edificio Giacoletti fue un edificio comercial construido en 1912 y que se encontraba ubicado en la esquina de la avenida Nicolás de Piérola y el jirón Quilca, frente a la Plaza San Martín en Lima (Perú). En 1972 fue declarado monumento histórico de Lima. Fue destruido a causa de un incendio en octubre de 2018.

## Historia

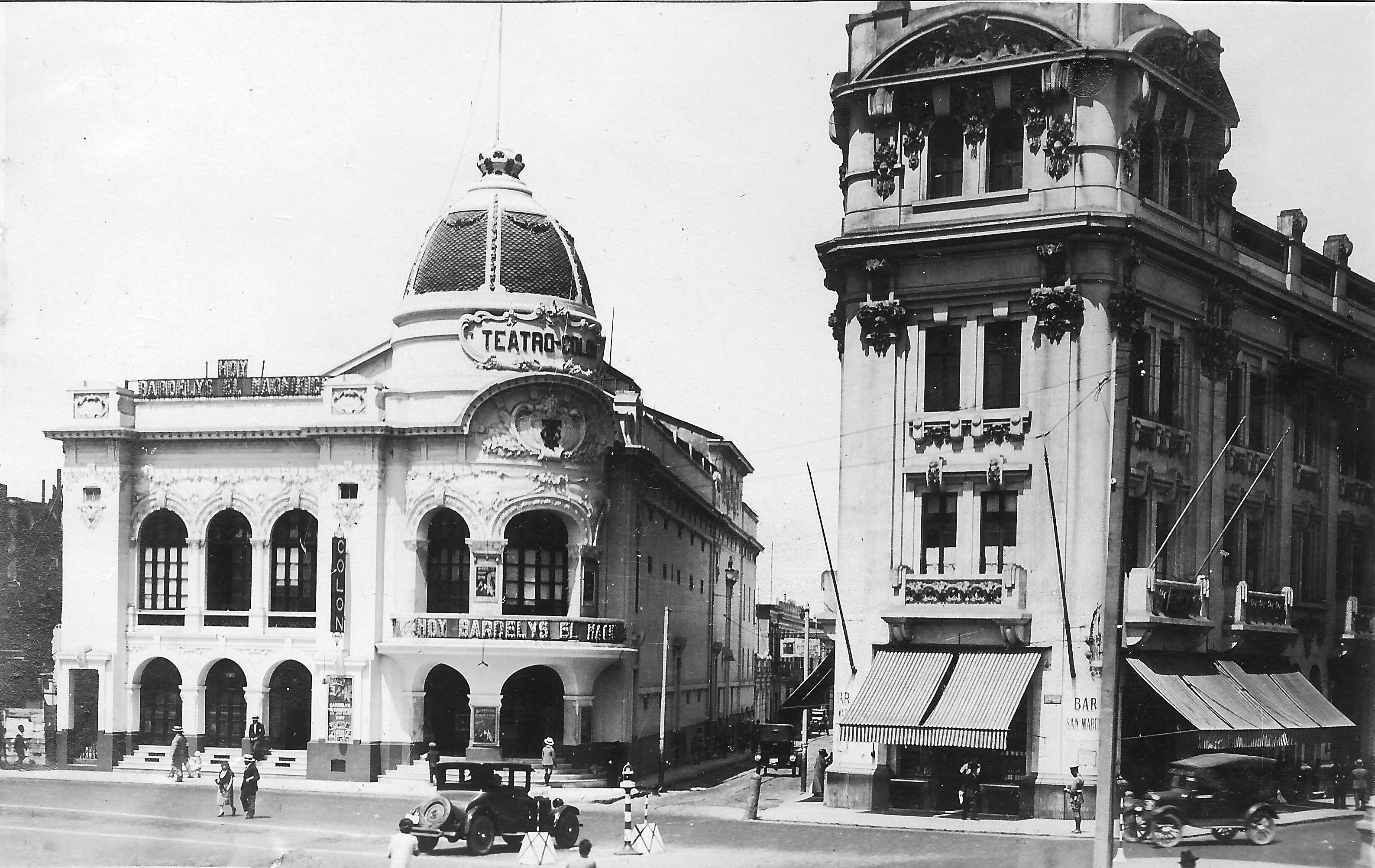
Imagen antigua del Teatro Colón (izquierda) y el Bar San Martín (derecha) que funcionaba en el edificio.

El edificio, proyecto de los hermanos italianos Rinaldo, Antonio y Guido Maspero [el apellido es Maspero, como consta en los registros civiles y documentos, usaron la modificación a Masperi en el nombre comercial de su compañía probablemente por eufonía], fue construido bajo el auspicio del comerciante limeño Juan Romano en los terrenos destinados a nuevas edificaciones que rodeasen y embellecieran el espacio destinado a la nueva plaza limeña que pronto sería la Plaza San Martín. Los materiales utilizados para levantar el peculiar edificio de planta triangular y cuatro pisos, de estilo academicista con algunos elementos de Art Nouveau italiano, fueron adobe y quincha. En el interior, los niveles estaban conectados por una escalera de mármol europeo. Al ser el primer edificio levantado alrededor de la futura plaza, marcó el estilo y altura de otras edificaciones posteriores, como el Hotel Bolívar, el Teatro Colón o el Club Nacional.
Originalmente el edificio se llamaba Edificio Juan Romano, en honor a su promotor, pero fue rebautizado popularmente como Giacoletti por la cafetería italiana de Pedro Giacoletti que funcionaba en la primera planta.
En la década de 1940 la ornamentación Art Noveau es retirada, aligerando su decoración, y reconvirtiéndolo en un edificio neocolonial.
Durante sus más de cien años de existencia albergó diferentes negocios, como bares, restaurantes, etc. En la década de 1970 Romano cedió el espacio a la pollería El Cortijo. En 1972 el edificio Giacoletti fue declarado monumento histórico de la ciudad. Posteriormente la pollería se mudó al distrito de Barranco, y en el local se instaló Parrilladas San Martín, negocio que no duró mucho tiempo debido a la crisis peruana de esa época.

### Incendio

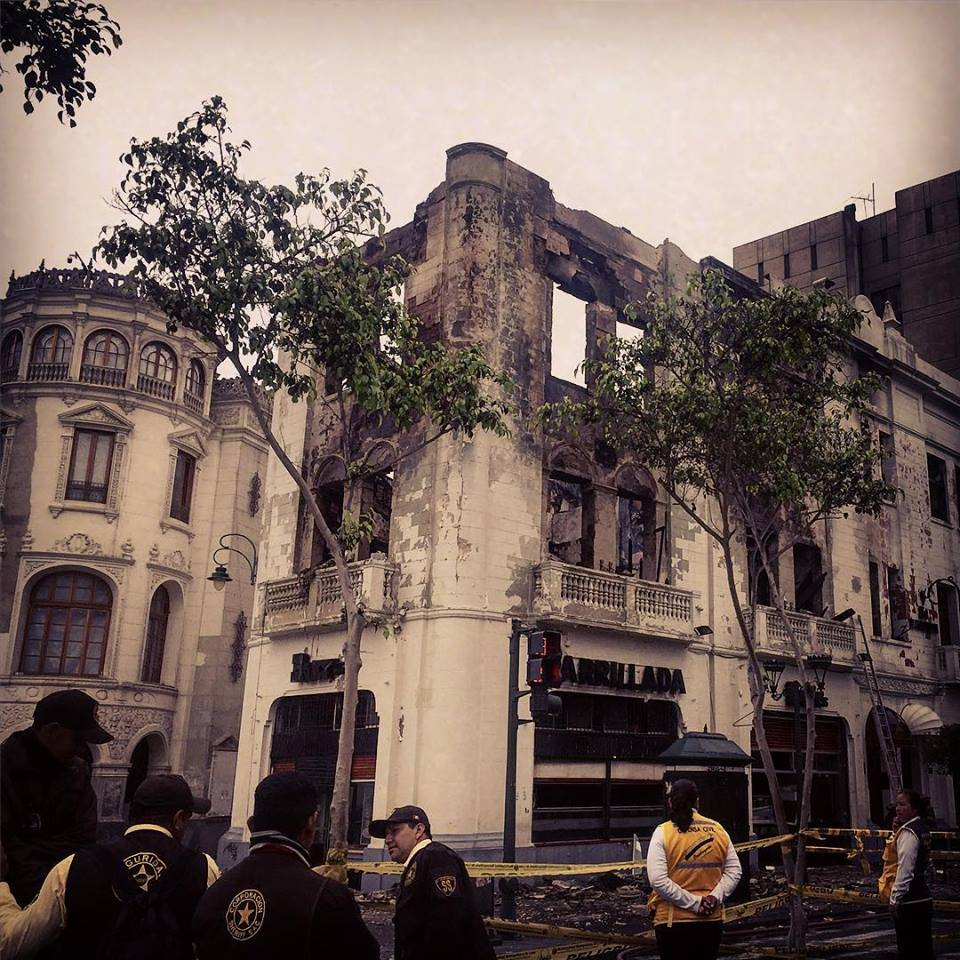
El edificio tras el incendio

En la madrugada del 27 de octubre de 2018 el edificio fue dañado por un incendio que duró tres horas. En el primer nivel del edificio de cinco pisos se encontraba la pollería Roky's, que funcionaba desde los inicios del año 2000, donde se presume que inició el fuego. Además, el edificio era sede de un hostal. El fuego se habría iniciado en el ducto de una chimenea y que por ello se expandió rápidamente hacia los pisos superiores.
Dos años después del incendio, en octubre de 2020, el edificio continuaba en estado ruinoso y sin concretarse su demolición definitiva o reconstrucción debido a trabas burocráticas y problemas en la financiación. Actualmente del edificio solo queda la parte exterior.